# Claude Delvincourt
Claude Delvincourt, nato Claude Étienne Edmond Delvincourt, (Parigi, 12 gennaio 1888 – Orbetello, 5 aprile 1954), è stato un pianista e compositore francese.

## Biografia

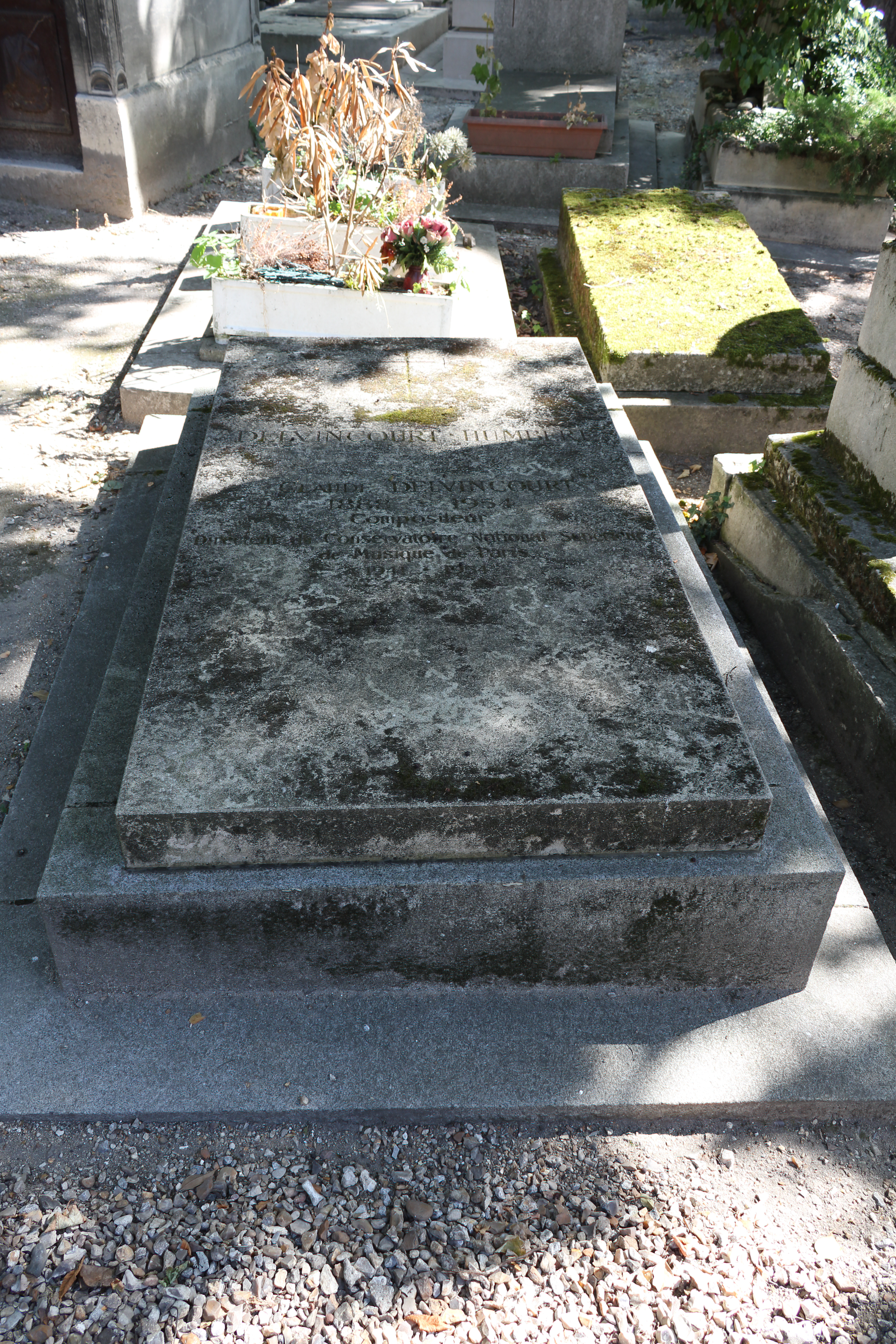
Tomba al cimitero di Père-Lachaise.

Era figlio del diplomatico Pierre Delvincourt e di Marguerite Fourès. La sua vocazione emerse presto dato che sua madre era una buona pianista e a sette anni prese le prime lezioni di pianoforte. Ebbe come maestri un amico di famiglia, Léon Boëllmann e Henri Büsser, un giovane vincitore del Prix de Rome. Decise di diventare un compositore, ma suo padre voleva che prima preparasse il concorso per l'Ecole Polytechnique. Si laureò quindi in lettere e science matematiche e quindi entrò al Conservatorio all'età di 20 anni e divenne allievo di Georges Caussade e Charles-Marie Widor. Nel 1911 ottenne il secondo posto al Prix de Rome dietro Paul Paray ma nel 1913 vinse il primo premio con la sua cantata Faust e Helen, ex aequo con Lili Boulanger che Delvincourt aveva aiutato ad orchestrare la sua cantata.
Subito dopo la dichiarazione di guerra, il 10 agosto 1914, si arruolò nell'esercito e il 31 dicembre 1915 venne gravemente ferito nella regione delle Argonne perdendo l'uso dell'occhio sinistro. Dovettero trascorrere due anni prima che giungesse a completa guarigione. Nel corso del lungo recupero passò la convalescenza nella regione di Dieppe, dove simpatizzò con il parroco della Chiesa di St. Jacques. Nel mese di luglio del 1926 ottenne il posto di organista presso la chiesa e si dedicò alla ricostruzione dell'organo affidandosi a Victor Gonzalez nel 1929.
Nel 1918 aveva ripreso a comporre: six poèmes di Maurice d'Assier e un Ave Verum per soli, coro, quintetto d'archi e organo. Il suo poema sinfonico, Offrande à Siva, è un'opera originale dai colori vivaci, come Ce monde de Rosée, una raccolta di 14 antichi uta giapponesi. Le Bal Vénitien, creato da Walther Straram nel 1930, è una suite di cinque danze.
Compose anche brani vocali come Aurore (da Victor Hugo) e Nuit triomphante (Paul Colin). La Source, su dei poemi di Leconte de Lisle, gli valse nel 1912 il primo posto al concorso del Prix de Rome. Nel 1926 compose Boccaceries, cinque pezzi per pianoforte, che verranno orchestrati dopo la sua morte. Nel 1931 compose Croquembouches, una raccolta di 12 pezzi per pianoforte, Heures juvéniles, Images pour les Contes du Temps passé (a quattro mani).
L'8 dicembre 1935, i Concerts Colonne eseguirono la prima di Pamir, suite per orchestra sulla musica scritta per il film La Croisière Jaune. Compose anche sei chansons de la Ville et des Champs su arie popolari del XVIII secolo, Onchets, cinque melodie su poemi di René Chalupt, Quatre chansons di Clément Marot. La sua produzione comprende anche musica da camera: Quintette avec piano (1907), Trio avec piano (1909), les Danceries, cinque pezzi per violino e pianoforte (1935).
Nel dicembre 1938, il théâtre Montansier di Versailles rappresentò la sua opera buffa La Femme à Barbe, su libretto di André de la Tourasse, poi ripresa da l'Opéra-Comique nell'ottobre 1954. Lucifer, mistero in un prologo e tre episodi su un testo di René Dumesnil, ispirato liberamente al Caïn di Lord Byron, venne messo in scena il 15 dicembre 1948 all'Opéra. L'opera si caratterizza per la sistemazione nella fossa dell'orchestra di un quartetto vocale recitante, mentre il coro è posizionato su entrambi i lati dell'orchestra nei palchi di proscenio e del primo piano. Va inoltre ricordata la musica di scena di Edipo Re nell'adattamento di Gabriel Boissy (Orange: 1939), le musiche di scena per Il borghese gentiluomo, l'affascinante Radio-Serenade, che aveva scritto nel 1914 con il titolo Serenade nella classe di Charles-Marie Widor. Nel 1947 aggiunse al suo Ave Verum, scritto nel 1921, gli altri tre mottetti  (Je vous salue Marie, Tu es Petrus e Tantum ergo), la cui prima esecuzione assoluta avvenne il 4 marzo 1951 alla sala dei Concerti Lamoureux.
Il 15 aprile 1941 succedette a Henri Rabaud quale direttore del Conservatorio di Parigi. Durante l'occupazione riuscì, con l'aiuto dell'organista e docente di organo Marie-Louise Boëllmann, a sottrarre i suoi studenti al servizio di lavoro obbligatorio, stabilito dalla legge francese del 16 febbraio 1943, riunendo gli studenti colpiti da questa misura per formare l'Orchestra dei cadetti del Conservatorio. Riuscì a convincere le autorità tedesche che in questo modo i giovani rispettavano i loro obblighi. Al primo concerto dell'Orchestra dei cadetti del Conservatorio, il 12 dicembre 1943, Roger Désormière diresse una sinfonia di Haydn, ma soprattutto opere di musica per lo più di autori francesi. I musicisti francesi rimasero nel programma dell'orchestra anche in seguito.
Tuttavia, alla fine del 1944, i tedeschi realizzarono l'inganno. Delvincourt fornì gli alunni a rischio di documenti d'identità falsi, e li aiutò a porsi in clandestinità. Ben presto fu lui stesso a dover fuggire fino al momento della liberazione.
Nel 1953 istituì un corso obbligatorio di cultura generale per tutti gli allievi del Conservatorio al fine di far uscire i musicisti dal loro isolamento.
Il Quatuor à cordes fu l'ultimo lavoro da lui composto, e mentre si stava recando a Roma per la prima fu vittima di un incidente d'auto avvenuto su una strada di Orbetello (Provincia di Grosseto) che gli costò la vita.
La sua salma fu inumata al cimitero di Père-Lachaise (XIV divisione).
L'Associazione degli amici di Claude Delvincourt è presieduta da Damien Top.

## Opere principali

### Orchestra
- Sérénade ou Radio-Sérénade, suite pour orchestre (1914)
- Typhon, poème symphonique (1914)
- L'offrande à Siva, poème chorégraphique pour grand orchestre (1921)
- Boccacerie, portraits pour le "Décaméron", version pour orchestre (1924)
- Croquembouches, deux pièces pour piano et orchestre (1926)
- Bal vénitien, suite pour orchestre (1927)
- Prélude chorégraphique pour orchestre (1931)
- Ce Monde de rosée, version pour orchestre (1934)
- Film d'Asie, suite pour orchestre (1937) d'après le documentaire "La Croisière jaune" (1934)
- Pamir, suite pour grand orchestre (1938)
- Concerto pour piano et orchestre, inachevé (1954)

### Musica da camera
- Quintette pour piano et cordes (1907)
- Trio pour piano, violon et violoncelle (1909)
- Sonate pour violon et piano (1922)
- Croquembouches pour saxophone et piano (1929)
- Danceries, cinq pièces pour violon et piano (1930)
- Contemplation pour violon et piano (1935)
- Quatuor à cordes (posthume) pour deux violons, alto et violoncelle (1954)

### Opere per strumenti solisti
- Cinq Pièces pour le piano (1923)
- Boccacerie, cinq portraits pour le "Décaméron" pour piano (également version pour orchestre) (1926)
- Croquembouches, douze pièces pour piano (1926)
- Bal vénitien, suite pour orchestre, réduction pour deux pianos (1927)
- Heures juvéniles, douze pièces pour piano (1928)
- Images pour les contes du temps passé, pour piano à quatre mains (1935)
- Trois Pièces pour orgue (Marche d'église - Méditation - Sortie de fête) (1937)

### Opere vocali e corali
- Thestylis, pour soprano et orchestre, d'après le poème de Leconte de Lisle (1908)
- Hodie Christus natus, pour chœur, hautbois, basson et orgue (1909)
- Aurore, chœur pour voix de femmes et orchestre (ou piano), d'après le poème de Victor Hugo (1910)
- Acis et Galathée, cantate; poème d'Eugène Adenis (1910)
- Nuit tombante, pour chœur mixte et orchestre (ou piano), d'après le poème de Victor Hugo (1911)
- Yanitza, cantate - Second Grand Prix de Rome (1911)
- La Source, chœur pour voix de femmes et orchestre (ou piano) (1912)
- Fulvia, cantate (1912)
- Berceuse, mélodie pour chant et piano, d'après le poème de Maurice d'Assier (1912)
- Faust et Hélène, cantate - Premier Grand Prix de Rome; poème d'Eugène Adenis (1913)
- Cinq Mélodies pour chant et piano, d'après des poèmes de Maurice d'Assier (1914)
- Ave Verum Tota Pulchra Es, Motet pour chœur mixte, solo, orgue et cordes (1920)
- Ce Monde de rosée, quatorze Utas traduits du japonais (1925)
- Onchets, cinq mélodies sur des poèmes de René Chalupt (1929)
- Chansons de la ville et des champs, six mélodies dans le style populaire (1933)
- Quatre chansons de Clément Marot, mélodies pour soprano et piano (ou orchestre) (1935)
- Pater Noster, pour Mezzo (ou Soprano) et orgue (1937)
- Mélodie pour chant et piano, d'après le poème "Un éventail, un sourire" de Pierre Bedat de Monlaur (1942)
- Salut solennel en sol, pour chœur, soli, orgue et orchestre (1948)

### Musiche di scena
- La femme à barbe, farce en deux actes; livret de André de la Tourasse (1936)
- Automne, musique de scène avec chœurs (1937)
- Œdipe-roi, musique de scène avec chœurs (1939)
- Lucifer ou Le Mystère de Caïn, mystère en un prologue et trois épisodes; livret de René Dumesnil (1948 al Palais Garnier di Parigi)

### Musiche da film
- La Croisière jaune, documentaire de Léon Poirier et André Sauvage (1934)
- L'Appel du silence, film de Léon Poirier (1935)
- Sœurs d'armes, film de Léon Poirier (1937)
- Brazza ou l'épopée du Congo, film de Léon Poirier (1940)
- Vie privée, regia di Walter Kapps (1942)